# Paola Ochoa
Paola Ochoa Amaya (Medellín, 8 de abril de 1976) es una activista política, administradora y locutora colombiana.

## Biografía
Nació en Medellín. Estudió administración de empresas en la Universidad de los Andes y periodismo en la misma alma mater, realizó su maestría se finanzas en la Universidad de Massachusetts.
Su trayectoria como periodista empezó en 1999 como redactora de la Revista Semana en la sección de economía posteriormente fue nombrada como editora económica en la revista mencionada. En 2003 colaboró para medio estadounidense The Philadelphia Inquirer hasta 2007. Desde 2008 a 2011 laboró en Caracol Televisión en los programas El radar y Signo pesos. Desde 2009 a 2012 fue integrante de Caracol Radio en los Hoy por hoy y Hora de negocios en la cual fue directora del programa radial.
Desde 2010 a 2014 fue directora de la Revista Dinero. Desde 2012 a 2016 fue asesora en la Embajada de Colombia en Estados Unidos. Desde 2017 a 2020 fue panelista de Blu Radio en su programa matutino con Néstor Morales, desde 2019 es columnista del diario El Tiempo. El 14 de febrero de 2022 fue designada como fórmula vicepresidencial de Rodolfo Hernández Suárez en la cual cuatro días después, declinó la designación por motivos laborales y personales, siendo reemplazada por la docente Marelen Castillo.